# Kaiō Hiroyuki
Kaiō Hiroyuki  (魁皇 博之?), all'anagrafe Koga Hiroyuki (in lingua giapponese: 古賀 博之) (Nōgata, 24 luglio 1972) è un lottatore di sumo giapponese.

## Carriera
Fa il suo debutto ufficiale nel sumo nel marzo del 1988, contemporaneamente a rikishi come Akebono, Takanohana III e Wakanohana. Nel settembre del 1990 viene promosso in Makushita dopo aver ottenuto il suo primo yusho in Sandanme con un perfetto 7-0. Due anni dopo a gennaio è tra le file dei Jūryō e adotta per l'occasione il nome da combattente Kaio. Nel maggio del 1993 viene promosso nella divisione maggiore, la Makuuchi, e a maggio dell'anno successivo entra nel Sanyaku come Komusubi, grazie ad una Kinboshi e ad un Sansho ottenuti nel torneo precedente.
Da questo momento si sussegue un altalenarsi di promozioni e retrocessioni dal rango di Sekiwake a quello di maegashira, fino al settembre del 2000 quando raggiunge il rango più alto del sanyaku, ovvero quello di Ozeki. Decisivo per la promozione lo Yusho ottenuto a maggio dello stesso anno, a cui ne seguiranno altri quattro negli anni successivi, l'ultimo nel settembre del 2004.
Kaio si è confermato uno dei Rikishi più longevi della storia del sumo, con tanto di 132 basho totali, 99 dei quali nella divisione maggiore. Questa peculiarità gli ha permesso durante l'hatsu-basho 2011 di raggiungere il numero di 815 vittorie nella Makuuchi, superando il record precedentemente stabilito da Chiyonofuji di 807. Kaio ha decretato il proprio Intai nel 2011, mantenendo il prestigioso rango di Ozeki. In carriera Kaio ha vinto 5 Yusho, 10 Shukun-sho, 5 Kanto-sho e 6 Kinboshi ed è ora divenuto oyakata della Tomozuna-beya.